# Ripalta Vecchia
Ripalta Vecchia (Riólta Magra in dialetto cremasco) è l'unica frazione di Madignano in provincia di Cremona.

## Storia
Ripalta Vecchia è un borgo agricolo di antica origine.
In età napoleonica (1809-16) fu frazione di Madignano, recuperando l'autonomia con la costituzione del Regno Lombardo-Veneto.
All'Unità d'Italia (1861) il comune contava 222 abitanti.
Nel 1868 il comune di Ripalta Vecchia fu aggregato definitivamente a Madignano.

## Monumenti e luoghi d'interesse
- Chiesa parrocchiale di Sant'Imerio, costruita nel XVIII secolo
- Santuario della Beata Vergine del Marzale, antichissimo luogo di culto sul terrazzamento morfologico che digrada tra l'antica valle del Serio Morto e l'attuale valle del Serio